# Bergerhof (Gelderland)

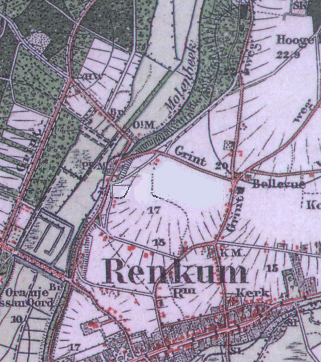
De Bergerhof (in het midden, bij hoogtemarkeringen 15 en 17) rond 1900

De Bergerhof is een wijk in Renkum in de Nederlandse provincie Gelderland.
Oorspronkelijk was Bergerhof de naam van een pad langs de bovenkant van het Renkums Beekdal. Nabij het huidige gashuisje was een verbinding met de Beukenlaan. In de volksmond werd het gebied tegenover het huidige Bilderbergkantoor aangeduid als de Mussenberg. Achter de huisjes die er stonden, strekte zich landbouwgrond uit tot aan de huidige Waterweg, Kerkstraat (op de historische kaart aangeduid als grintwegen) en Molenweg. Dit gebied heette de Hank. De Hankweg herinnert hier nog aan. De bebouwing van Renkum was geconcentreerd rond de Dorpsstraat en de Achterdorpsstraat.
Tijdens de Tweede Wereldoorlog werd Renkum grotendeels vernield. Tijdens operatie Pegasus, onderdeel van Operatie Market Garden, lag Renkum midden in de vuurlinie. Een groot deel van het dorp lag dan ook in puin bij het beëindigen van de oorlog. Na de oorlog was er dan ook behoefte aan woningen. De jaren vijftig waren de wederopbouwjaren en ook in Renkum werd er volop gebouwd.
Om goedkope en voor de tijd voldoende kwalitatieve woningen te bieden werden in de jaren zestig de laagbouwflats van de Bergerhof gebouwd. Portiekflats met grote groene ruimtes tussen de gebouwen. Op dit moment vormen de groene ruimtes belangrijke verblijfgebieden voor bewoners. Tussen enkele flats zijn speelvoorzieningen aangelegd zoals het basketbalveld en zandbakken.
In 2013 zijn de eerste woningen van de nieuwbouw opgeleverd waarbij grotendeels laagbouwwoningen en twee appartementencomplexen zijn gerealiseerd. De naam Bergerhof is in de straatnaamgeving behouden.

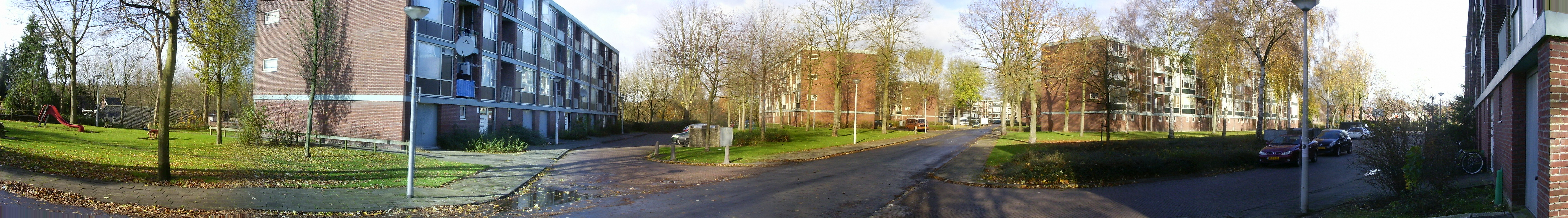
Panorama Bergerhof